# Арси Сен Рестити
Арси Сен Рестити (фр. Arcy-Sainte-Restitue) насеље је и општина у североисточној Француској у региону Пикардија, у департману Ен (Пикардија) која припада префектури Соасон.
По подацима из 2011. године у општини је живело 421 становника, а густина насељености је износила 15,93 становника/km². Општина се простире на површини од 26,43 km². Налази се на средњој надморској висини од 131 метар (максималној 197 m, а минималној 79 m).

## Демографија
| 1962. | 1968. | 1975. | 1982. | 1990. | 1999. | 2011. |
| ----- | ----- | ----- | ----- | ----- | ----- | ----- |
| 476   | 481   | 373   | 360   | 328   | 369   | 421   |

График промене броја становника у току последњих година